# Центроплан

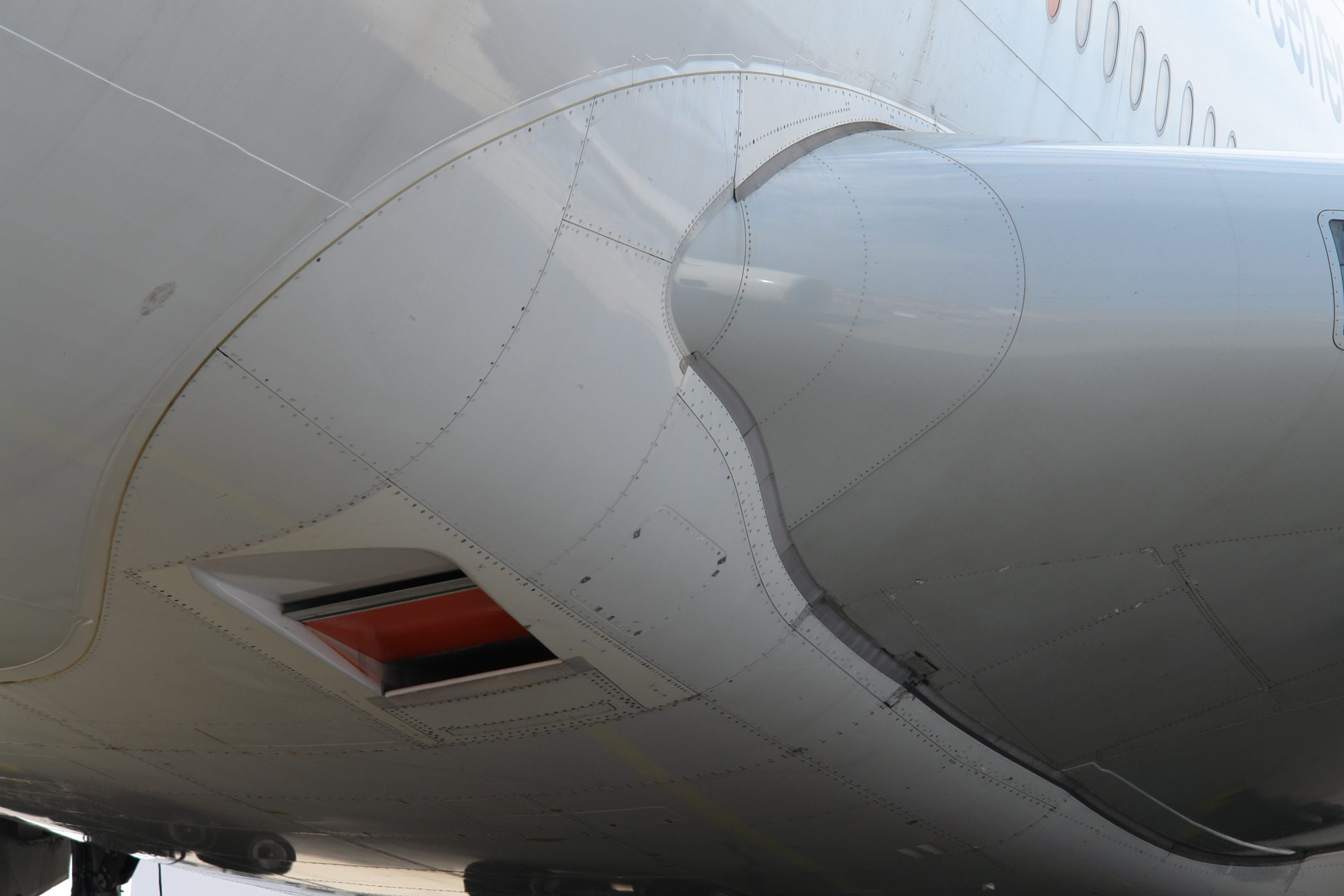
Центроплан Airbus A380

Центроплан (від центр і лат. Planum — площина) — центральна частина крила (або оперення) літака, що з'єднує праву і ліву площини крила (оперення). 
Термін виник на зорі авіації, коли крило літака являло собою самостійну завершену конструкцію.
Оскільки до центроплана кріпляться окремі частини крила, а на низькопланах і середньопланах на центроплані найчастіше розташовані вузли навішення шасі, то центроплан є найважливішим елементом конструкції літака, який сприймає всі основні навантаження. В історії авіації бували випадки руйнування в польоті кіля (на B-52), відділення двигуна й інших елементів конструкції, які завершувалися вдалою посадкою, але руйнування центроплана завжди приводить до катастрофи — наприклад, через утомне руйнування центроплана сталися катастрофи Ан-10 під Ворошиловградом (нині Луганськ) і Харковом, після чого Ан-10 було знято з експлуатації.

## Конструкція
Центроплан часто складає єдине ціле з фюзеляжем, може закріплюватися:
- над фюзеляжем на стійках і розчалками (як, наприклад, на біплані Ан-2),
- кріпитися до верху фюзеляжу (високоплани Ан-10, Ан-26),
- проходити через середню (середньоплан МіГ-15) або
- нижню частину фюзеляжу (низькоплан Ту-154),
- являти собою силову конструкцію усередині фюзеляжу (бак-відсік негативних перевантажень Ту-22М3), або
- просто конструктивно відсутніми в принципі — тоді центропланом за традицією називають середню частину фюзеляжу між площинами крила.

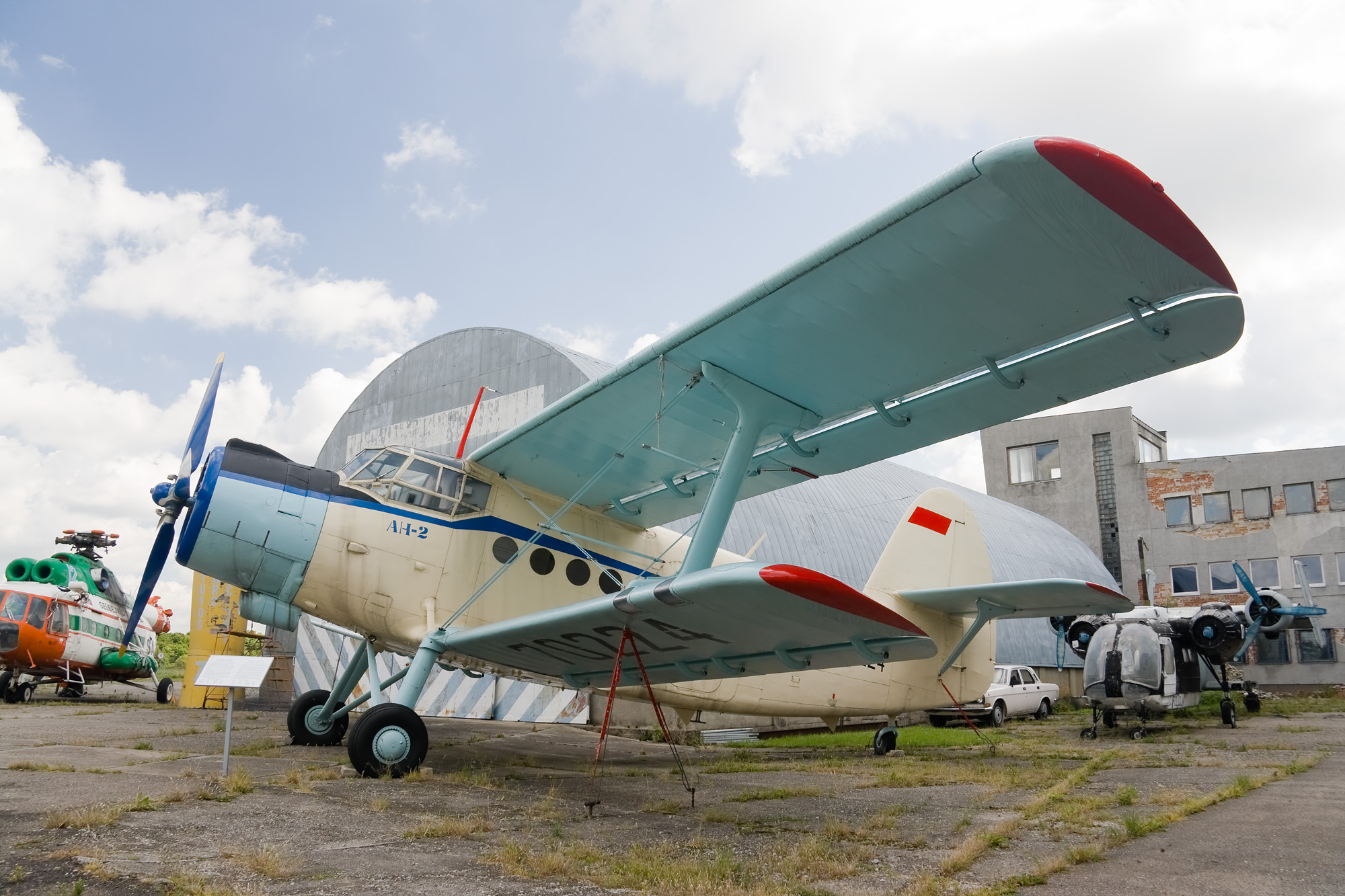
Ан-2
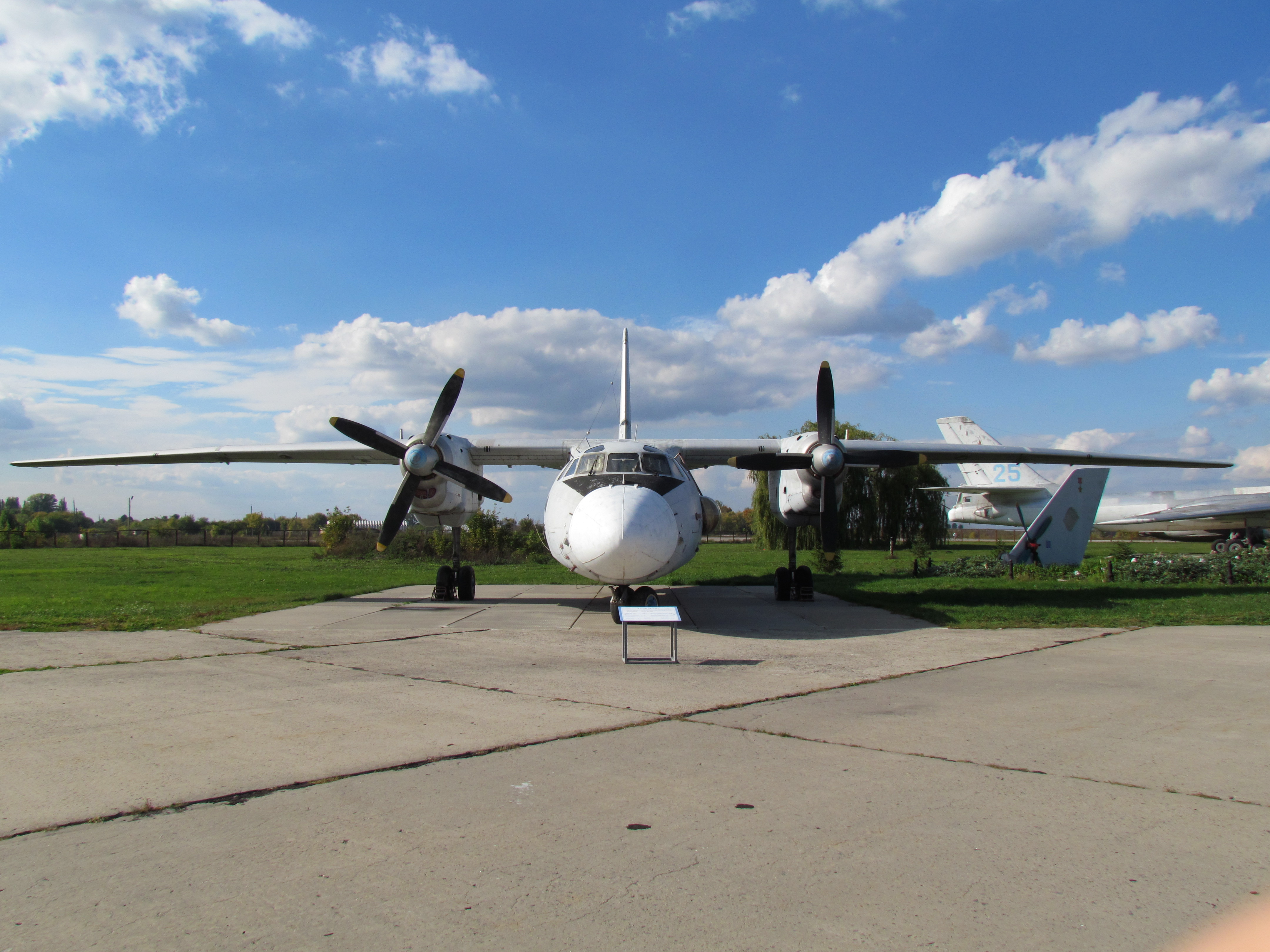
Ан-26
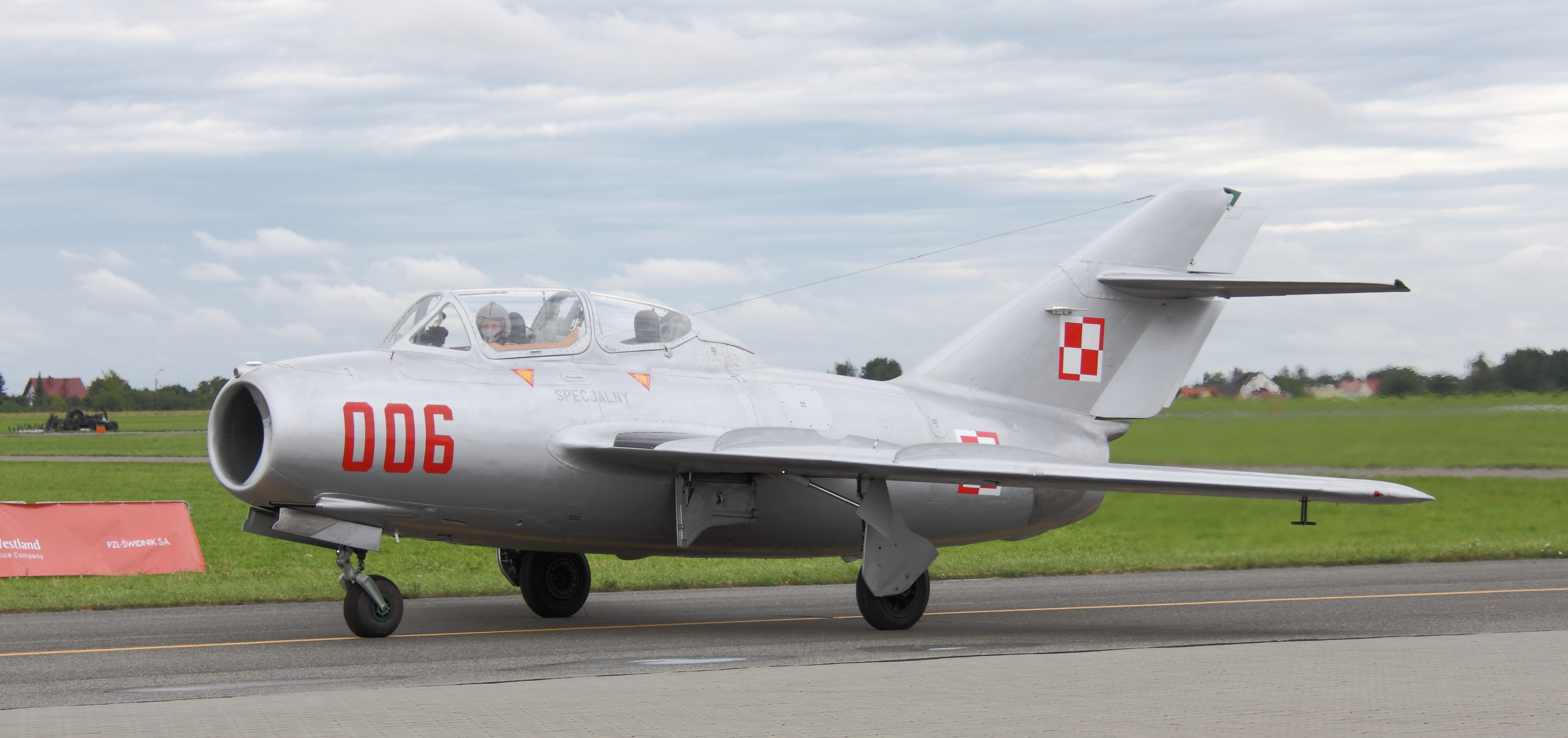
МіГ-15
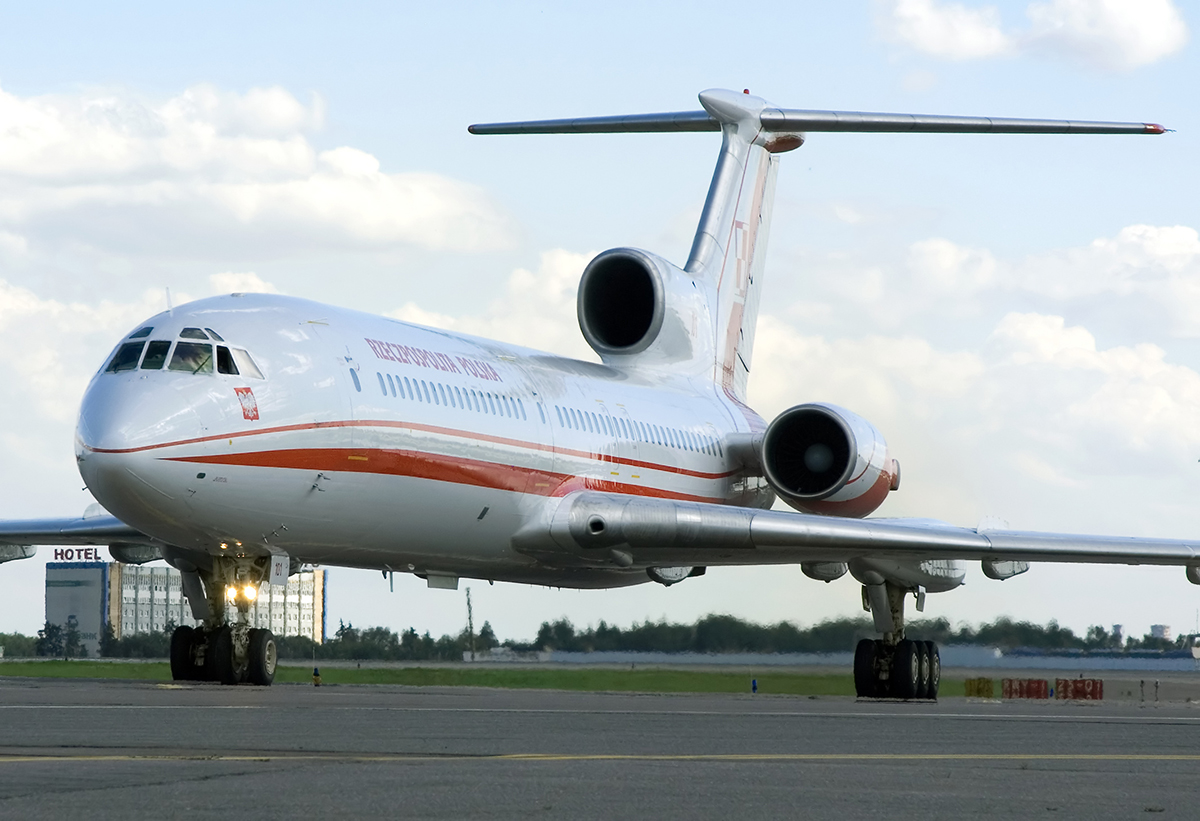
Ту-154
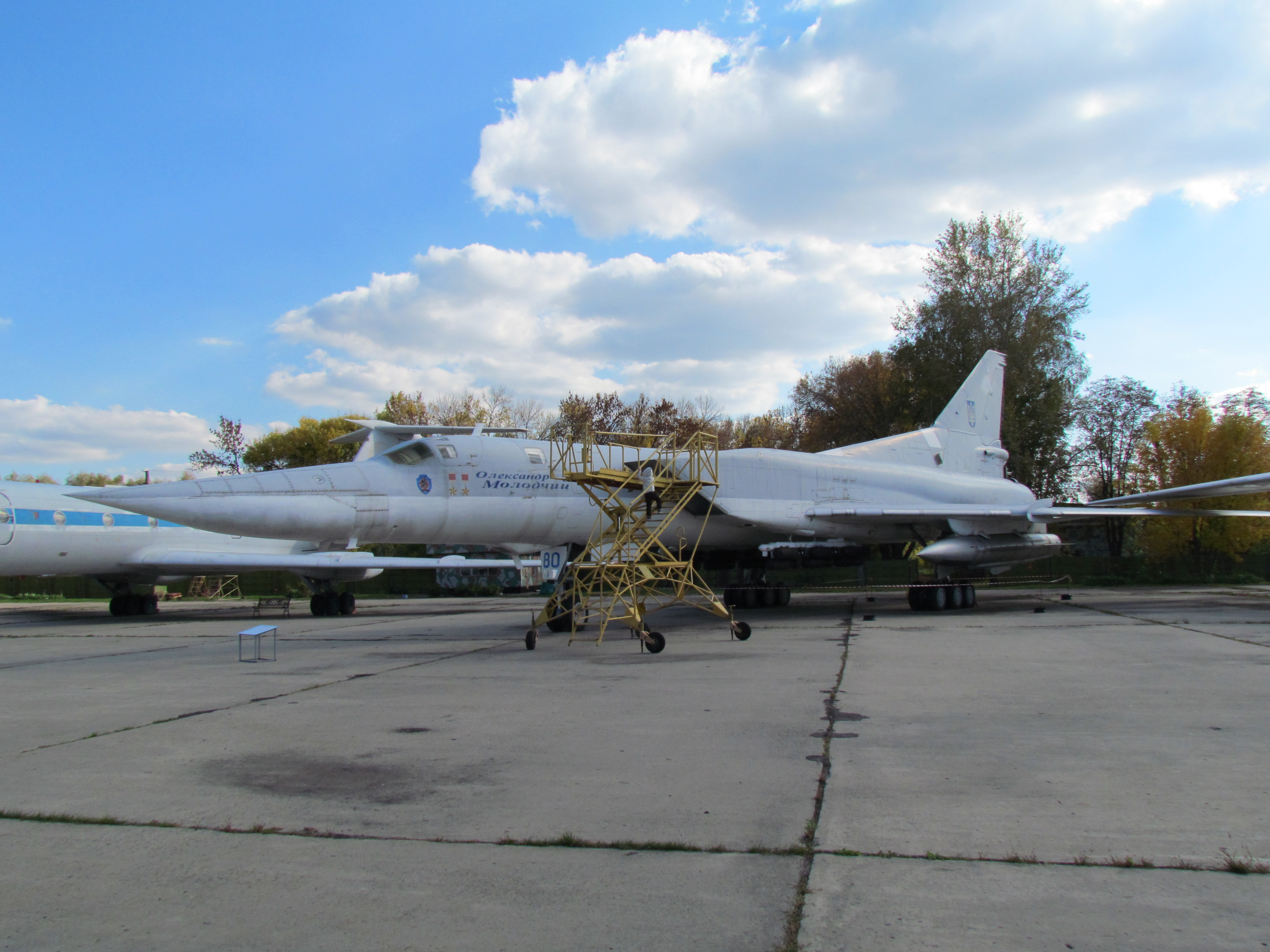
Ту-22М3